# Ide Nobumichi
Ide Nobumichi (japanisch 井手宣通; geb. 1. Februar 1912, in Mifune-chō, Kamimaki-gun in der Präfektur Kumamoto; gest. 1. Februar 1993) war ein japanischer Maler der Yōga-Ausrichtung in der Shōwa-Zeit.

## Leben und Werk
Ide studierte Ölmalerei an der „Tōkyō bijtsu gakkō“, der Vorläufereinrichtung der Geidai, unter anderem bei Fujishima Takeji. 1933, während seiner Ausbildung, wurde sein „Fischer mit Kind“ (漁夫と子供, Gyofu to kodomo) das erste Bild, das er ausstellen konnte, und zwar auf der 14. Teiten-Ausstellung in Tōkyō. 1935 machte er seinen Abschluss an der Kunsthochschule und studierte weiter Bildhauerei. 1940 erhielt er sein Diplom auch in diesem Studiengang. Zuvor hatte er 1939 auf der Shinbunten-Ausstellung mit dem Bild „Kinder am Hügel“ (丘の子供たち, Oka no kodomotachi) Aufmerksamkeit erregt und erhielt im folgenden Jahr den Saburi-Preis. Von 1934 an stellte er auch bei der Kōfū-kai aus und wurde Mitglied in dieser Vereinigung. Während des Pazifikkriegs war er Mitarbeiter im Marine-Presse-Corps und diente im Südpazifik.
Nach dem Krieg wurde Ide ab 1954 Mitglied der Jury für die Nitten-Ausstellungen und dann auch für Künstlervereinigungen, die dort ausstellten. Von 1955 bis 1956 bereiste Ide Europa zu Studienzwecken. 1962 wurde er dann Mitglied des Nitten-Aufsichtsrats. 1964 wurde sein bei der Nitten eingereichtes Bild „Fest am Kamo-Schrein“ (加茂祭, Kamo matsuri) mit dem Preis des Kultusministers ausgezeichnet, und 1967 gewann sein Werk „Prozession der Zehntausend“ (千人行列, Sennin gyōretsu) den Preis der Akademie der Künste. 1969 wurde Ide Mitglied der Akademie der Künste und außerdem einer der Direktoren der Nitten-Ausstellung. 1970 wurde er leitender Direktor und 1974 Generaldirektor der Nitten. 1977 strebte er eine Kunstbewegung an, die zu einer gegenständlichen Malerei zurückkehren sollte. Das führte zur Nichiyōten-Ausstellungsreihe (日洋展), deren Steuerungsausschuss er selbst leitete. – 1990 wurde Ide als Person mit besonderen kulturellen Verdiensten ausgezeichnet.